# Threesome

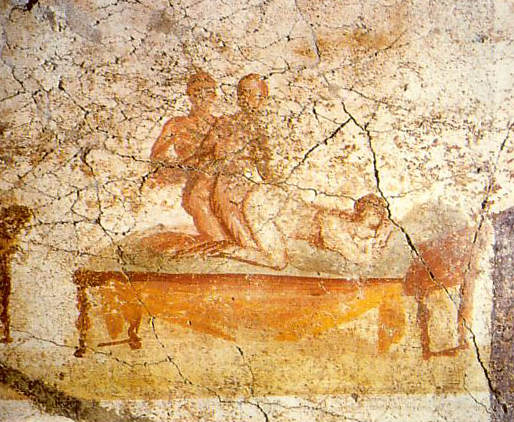
Un triangolo in un affresco di Pompei

Il termine threesome, o all'occorrenza trisom (termine inglese, letteralmente: "gruppo di tre persone"), anche triangolo in italiano, indica un tipo particolare di sesso di gruppo, al quale partecipano tre persone.
Malgrado «threesome» si riferisca generalmente a un incontro sessuale occasionale con tre partecipanti, il termine può indicare anche una relazione più stabile, come nel caso del poliamore o di un ménage à trois.

## Caratteristiche
Le pratiche sessuali che i tre partner possono attuare in un threesome dipendono dalla loro combinazione di sesso e dal loro orientamento sessuale. Ciascun partecipante può mettere in atto qualsiasi tipo di atto sessuale sia con uno o con entrambi i partecipanti, sia questo di tipo vaginale, anale o orale, o con la masturbazione reciproca. Analogamente, uno o più partecipanti possono sperimentare autoerotismo, come nel caso della masturbazione, senza necessariamente avere un contatto fisico con gli altri. Generalmente, la definizione di «threesome» non contempla specificatamente l'attività del terzo partner, che può anche partecipare non attivamente all'amplesso, come nel caso del voyeurismo. 
Un triangolo eterosessuale può coinvolgere due uomini e una donna, o un uomo e due donne, avendo così due uomini che hanno un rapporto sessuale con una donna (intrattenendo, per esempio, una doppia penetrazione) oppure due donne con un uomo. Una threesome bisessuale, invece, comporta la partecipazione di un uomo che ha un rapporto sessuale con un altro uomo e con una donna, una donna che ha un rapporto sessuale con un'altra donna e un uomo, oppure una situazione dove tutti e tre i partner fanno sesso con tutti gli altri. Un triangolo omosessuale, invece, coinvolge o tre uomini, o tre donne.

## Posizioni
I triangoli possono avere luogo in diverse posizioni, come ad esempio le seguenti:

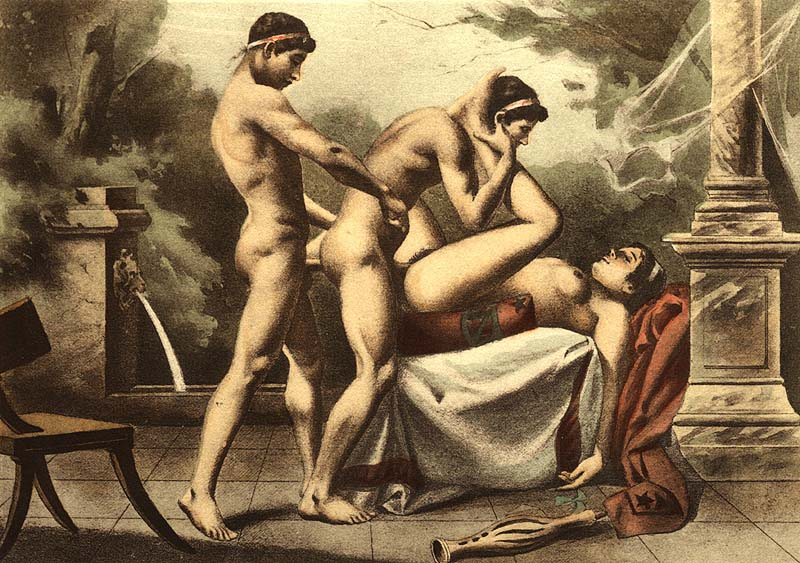
Dipinto di Édouard-Henri Avril: triangolo tra due uomini e una donna
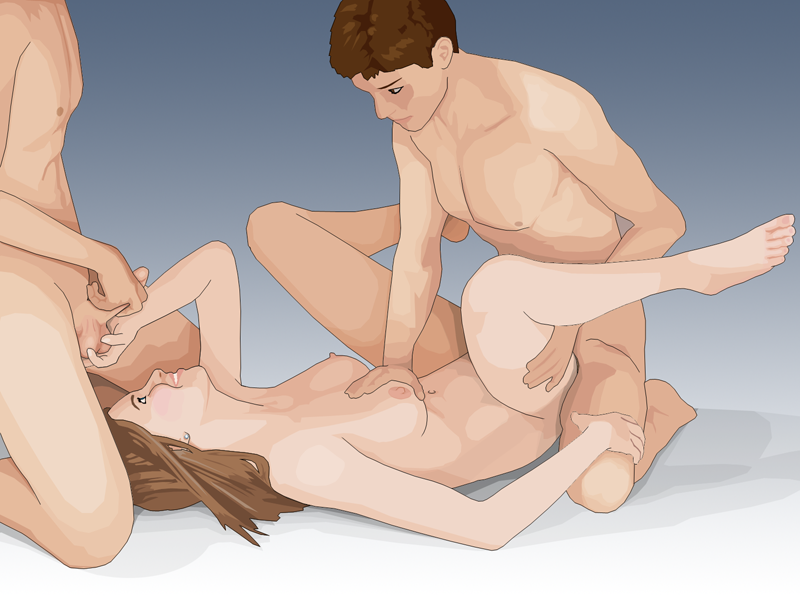
Triangolo tra due uomini e una donna
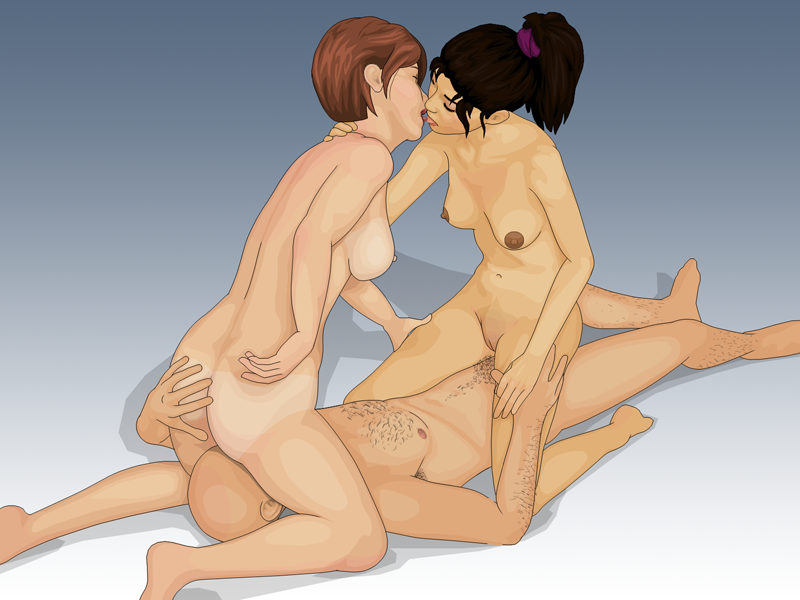
Threesome tra due donne e un uomo
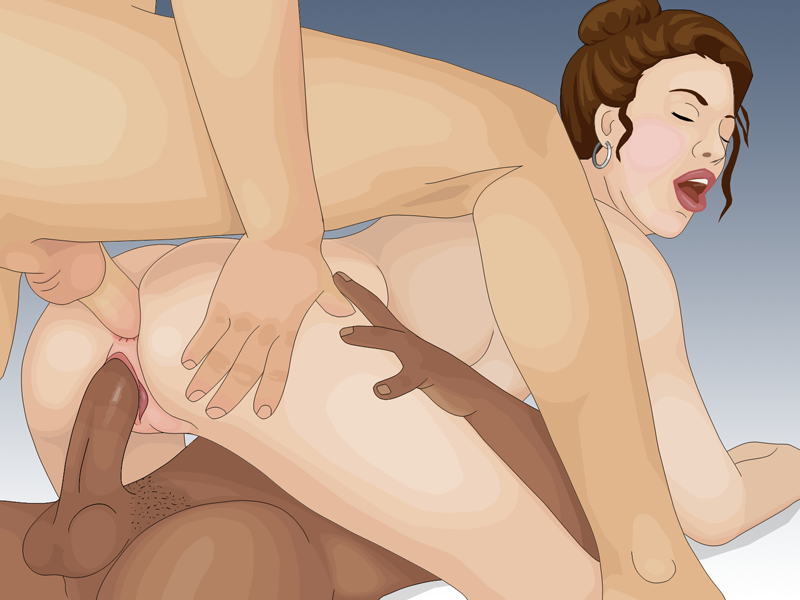
Triangolo tra due uomini e una donna mentre praticano una doppia penetrazione